# T Tauri
T Tauri är en eruptiv variabel av T Tauri-typ i stjärnbilden Oxen. Stjärnan varierar oförutsägbart mellan magnitud +9,3 och 13,5 med en period av 2,81 dygn och är ett stjärnsystem som består av åtminstone tre stjärnor.
Variabeln upptäcktes av den brittiske astronomen John Russell Hind 1852. Från jorden verkar den ligga i den öppen stjärnhop Hyaderna, men det ligger i verkligheten 420 ljusår längre bort och tillhör inte stjärnhopen.

## Prototyp-stjärna
T Tauri är med prototyp för detta slag av eruptiv variabel, som består av unga stjärnor av spektralklass Fe, Ge, Ke och Me, mestadels endast någon miljon år gamla. De karaktäriseras av speciella emissionslinjer i spektret som kommer från insamlingsskivan. Variabilitetens amplitud kan uppgå till ett par magnituder. Förändringarna kan ske på alla tidsskalor från minuter till år beroende på variabilitetens sinsemellan olika orsaker som nämnts ovan. Viss periodicitet kan förekomma men förändringarna är mest av oregelbunden karaktär.